# PSV/FC Eindhoven in het seizoen 2013/14
Het seizoen 2013/2014 is het 2e jaar in het bestaan van de Eindhovense vrouwenvoetbalclub PSV/FC Eindhoven. De club kwam uit in de Women's BeNe League en heeft deelgenomen aan het toernooi om de KNVB beker.

## Wedstrijdstatistieken

### Women's BeNe League
|       | ADO Den Haag | AFC Ajax | RSC Anderlecht | Antwerp FC | Club Brugge | AA Gent | sc Heerenveen | Lierse SK | OH Leuven | PEC Zwolle | Standard Luik | Telstar | FC Twente |
| ----- | ------------ | -------- | -------------- | ---------- | ----------- | ------- | ------------- | --------- | --------- | ---------- | ------------- | ------- | --------- |
| Thuis | 1 – 0        | 1 – 0    | 2 – 0          | 4 – 2      | 3 – 0       | 3 – 0   | 2 – 5         | 4 – 2     | 2 – 1     | 2 – 3      | 1 – 1         | 4 – 2   | 1 – 1     |
| Uit   | 2 – 1        | 2 – 0    | 3 – 2          | 1 – 0      | 1 – 1       | 1 – 2   | 3 – 2         | 2 – 1     | 2 – 1     | 0 – 3      | 2 – 1         | 2 – 3   | 4 – 1     |

### KNVB beker
| Achtste finale                            | Fortuna Sittard                         | 1 – 5 (0 – ?) | PSV/FC Eindhoven                               |  |
| Plaats: Sittard-Geleen Complex SVM        | Onbekend                                |               | Onbekend                                       |  |
| Kwartfinale                               | SC Buitenveldert                        | 0 – 7 (0 – ?) | PSV/FC Eindhoven                               |  |
| Plaats: Amsterdam Sportpark Buitenveldert |                                         |               | Onbekend                                       |  |
| Halve finale                              | PEC Zwolle                              | 1 – 2 (1 – 1) | PSV/FC Eindhoven                               |  |
| Plaats: Zwolle IJsseldeltastadion         | 26' Judith Frijlink (p)                 |               | 12' Lisanne Vermeulen 58' Daniëlle van de Donk |  |
| Finale                                    | AFC Ajax                                | 2 – 1 (1 – 0) | PSV/FC Eindhoven                               |  |
| Plaats: Amsterdam Sportpark Goed Genoeg   | 45' Mandy Versteegt 63' Mandy Versteegt |               | 53' Daniëlle van de Donk                       |  |

## Statistieken PSV/FC Eindhoven 2013/2014

### Eindstand PSV/FC Eindhoven Vrouwen in de Women's BeNe League 2013 / 2014
| Stand | Gespeeld | Gewonnen | Gelijk | Verloren | Punten | Doelpunten voor | Doelpunten tegen | Gele kaarten | Rode kaarten |
| ----- | -------- | -------- | ------ | -------- | ------ | --------------- | ---------------- | ------------ | ------------ |
| 7e    | 26       | 12       | 3      | 11       | 39     | 48              | 42               | 24           | 4            |

### Topscorers
| #      | Naam                   | Goal |
| ------ | ---------------------- | ---- |
| 1.     | Daniëlle van de Donk   | 12   |
| 2.     | Lisanne Vermeulen      | 10   |
| 3.     | Nadia Coolen           | 5    |
| 3.     | Suzanne de Kort        | 5    |
| 4.     | Manon van den Boogaard | 3    |
| 4.     | Mauri van de Wetering  | 3    |
| 5.     | Maran van Erp          | 2    |
| 5.     | Jeslynn Kuijpers       | 2    |
| 5.     | Marlou Peeters         | 2    |
| 5.     | Marte van de Wouw      | 2    |
| 6.     | Sabine Becx            | 1    |
| 6.     | Kika van Es            | 1    |
| Totaal | Totaal                 | 48   |

| #      | Naam                              | Goal |
| ------ | --------------------------------- | ---- |
| 1.     | Daniëlle van de Donk              | 2    |
| 2.     | Lisanne Vermeulen                 | 1    |
| –      | Onbekend (Tegen SC Buitenveldert) | 7    |
| –      | Onbekend (Tegen Fortuna Sittard)  | 5    |
| Totaal | Totaal                            | 15   |

### Kaarten
| #      | Naam                   |    |
| ------ | ---------------------- | -- |
| 1.     | Jette van Vlerken      | 5  |
| 2.     | Kika van Es            | 4  |
| 3.     | Manon van den Boogaard | 3  |
| 3.     | Daniëlle van de Donk   | 3  |
| 3.     | Melissa Evers          | 3  |
| 4.     | Nadia Coolen           | 1  |
| 4.     | Maran van Erp          | 1  |
| 4.     | Jeslynn Kuijpers       | 1  |
| 4.     | Myrthe Moorrees        | 1  |
| 4.     | Mirte Roelvink         | 1  |
| 4.     | Lisanne Vermeulen      | 1  |
| Totaal | Totaal                 | 24 |

| #      | Naam                   |   |
| ------ | ---------------------- | - |
| 1.     | Manon van den Boogaard | 1 |
| Totaal | Totaal                 | 1 |

| #      | Naam             |   |
| ------ | ---------------- | - |
| 1.     | Janneke Bijl     | 2 |
| 2.     | Jeslynn Kuijpers | 1 |
| Totaal | Totaal           | 3 |